# Karlsturm (Aachen)
Der Karlsturm (auch Krakauturm genannt) war ein Wehrturm der circa 1300 bis 1350 errichteten äußeren Stadtmauer der Stadt Aachen. Er ist nicht mehr erhalten.

## Lage
Der Karlsturm stand im Südsüdwesten des äußeren Mauerrings zwischen Marschiertor und Rostor, ungefähr an der Einmündung der Krakaustraße in den Boxgraben. Zwischen dem Karlsturm und dem Marschiertor befanden sich der Große Pounellenturm und der Kleine Pounellenturm, zwischen dem Karlsturm und dem Rostor kein weiterer Turm.

## Geschichte
Das Baudatum des Karlsturms ist nicht überliefert. Im 16. Jahrhundert wurde der Turm auch Mareelenturm genannt, da eine Familie Mareel ihren Sitz dort hatte. Im Januar 1823 gab der Aachener Oberbürgermeister den Auftrag zu seinem Abriss.

## Beschreibung
Der Karlsturm war ein halbrunder Schanzturm mit gerade verlängerten Schenkeln. Er hatte eine Breite von 11,40 m und eine Tiefe von 8 m.
Der Turm war zweigeschossig. Beide Geschosse waren mit einem Halbkuppelgewölbe überwölbt, das über den verlängerten Schenkeln in ein Tonnengewölbe überging. Das Erdgeschoss hatte Schießscharten für Bogen- und Armbrustschützen, das Obergeschoss dagegen breitere Schießluken, die durch Holzklappen verschlossen werden konnten, für den Einsatz von Geschützen wie z. B. Ballisten.
Das Dach bestand aus einem halben Kegeldach und ging dann in ein Satteldach über. Unter dem Dachansatz des Halbkegeldachs gab es noch eine Reihe kleiner Fensteröffnungen.